# 藤田裕司

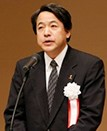
2013年11月

藤田 裕司（ふじた ゆうじ）は、日本の地方公務員。東京都知事補佐官や、東京都産業労働局長、東京都教育委員会教育長、全国都道府県教育委員会連合会会長を経て、日本自動車ターミナル代表取締役社長。

## 人物・経歴
栃木県出身。中央大学法学部卒業。東京都庁入庁。東京都政策報道室政策調整部副参事や、東京都病院経営本部経営企画部長、東京都知事本局総務部長、東京都福祉保健局理事（少子高齢化対策・特命担当）、東京都福祉保健局理事（社会保障担当）等を経て、2014年から東京都政策企画局理事（知事補佐担当）兼東京都産業労働局次長として、武市敬、岸本良一、猪熊純子、安井順一、山本隆とともに、新設された東京都知事直轄の東京都知事補佐官を務めた。
2015年東京都人事委員会事務局長。2016年から東京都産業労働局長兼東京臨海ホールディングス取締役を務め、北朝鮮の核実験や、イギリスの欧州連合離脱への対応や、東京都医工連携イノベーションセンター設立などにあたった。2019年から東京都教育委員会教育長や、全国都道府県教育委員会連合会会長、全国都道府県教育長協議会会長公立学校共済組合東京支部長、文部科学省中央教育審議会委員などを務め、働き方改革や情報通信技術の利活用、特別支援教育の拡充などを進めた。趣味は音楽鑑賞。2022年東京都教育長退任、日本自動車ターミナル代表取締役社長。
2020年3月都議会で、共産党の池川友一が、都立高校の校則でツーブロックを禁止する必要性について質疑した際、「外見が原因で事件事故に巻き込まれ易くなるため」と答弁したことが話題になった。